# Pragma once
pragma once – niestandardowa, ale szeroko obsługiwana dyrektywa kompilatora w językach programowania C i C ++. Jest zaprojektowana w celu zapobiegania zawarcia kodu źródłowego wiele razy w jednej kompilacji. Dyrektywa #pragma once funkcjonuje podobnie jak tzw. multiple include optimization – wzorzec projektowy wykorzystujący standardowe dyrektywy preprocesora, ale z dodatkowymi zaletami, w tym: mniej kodu, unikanie kolizji nazw, a czasem nawet poprawę szybkości kompilacji. Z drugiej strony, #pragma once niekoniecznie jest dostępna we wszystkich kompilatorach, a jej implementacja jest zawiła i może być zawodna.

## Przykład
Plik „grandparent.h”
```
#pragma once

struct
 
foo
 

{

  
int
 
member
;

};

```

Plik „parent.h”
```
#include
 
"grandparent.h"

```

Plik „child.c”
```
#include
 
"grandparent.h"

#include
 
"parent.h"

```

W tym przykładzie zawarcie grandparent.h zarówno w parent.h jak i child.c zwykle spowodowałoby błąd kompilacji, ponieważ struktura o nazwie foo może być zdefiniowana tylko raz w danej kompilacji. Dyrektywa #pragma once istnieje po to żeby uniknąć wielokrotnego zawarcia pliku grandparent.h.

## Zalety
Użycie#pragma once umożliwia preprocesorowi C dołączenie pliku, gdy jest potrzebny, w przeciwnym razie zignorowanie dyrektywy #include. Ma to wpływ na preprocesor C i pozwala programistom na wyrażanie zależności plików w łatwy sposób, eliminując potrzebę ręcznego zarządzania.

Najczęstszą alternatywą dla #pragma once jest użycie #define do ustawienia makra chroniącego #include, którego nazwa jest wybierana przez programistę i jest unikalna dla danego pliku. Na przykład:
```
#ifndef GRANDPARENT_H

#define GRANDPARENT_H

...
 
contents
 
of
 
grandparent
.
h

#endif 
/* !GRANDPARENT_H */

```

Takie podejście w minimalnym stopniu gwarantuje, że zawarty plik nie będzie uwzględniony więcej niż raz. Jest to bardziej szczegółowe, wymaga więcej pracy, oraz jest podatne na błędy programisty, ponieważ nie ma dostępnych dla kompilatora mechanizmów zapobiegających przypadkowemu użyciu tej samej nazwy makra w więcej niż jednym pliku, co spowodowałoby, że tylko jeden z plików byłby zawarty przez preprocesor. Takie błędy, pomimo że bardzo prawdopodobne jest ich wykrycie, ale mogą skomplikować raport o błędach kompilatora. Ponieważ sam preprocesor jest odpowiedzialny za #pragma once, programista nie może spowodować kolizji nazw.
W przypadku braku makra zabezpieczającego wokół dyrektyw #include, przy użyciu #pragma once prawdopodobna jest poprawa szybkości kompilacji niektórych kompilatorów, ponieważ jest to wbudowany mechanizm; sam kompilator może porównywać nazwy plików bez konieczności wywoływania preprocesora celu przeszukania nagłówka w poszukiwaniu dyrektyw #ifndef i #endif. Ponieważ jednak makra osłaniające #include pojawiają się bardzo często, a obciążenie związane z otwieraniem plików jest znaczące, kompilatory często optymalizują takie makra, co może spowodować, że będą one tak szybkie, jak #pragma once.

## Dostępność
| Kompilator                                 | #pragma once                                             |
| ------------------------------------------ | -------------------------------------------------------- |
| Clang                                      | Obsługiwana                                              |
| Comeau C / C ++                            | Obsługiwana                                              |
| Cray C i C ++                              | Obsługiwana (od wersji 9.0)                              |
| C ++ Builder XE3                           | Obsługiwana                                              |
| Digital Mars C ++                          | Obsługiwana                                              |
| GCC                                        | Obsługiwana (oficjalnie od wersji 3.4)                   |
| HP C / aC ++                               | Obsługiwana (od wersji A.06.12)                          |
| IBM XL C / C ++                            | Obsługiwana (od wersji 13.1.1)                           |
| Intel C ++ Compiler                        | Nieobsługiwana                                           |
| Microsoft Visual C ++                      | Obsługiwana (od wersji 4.2)                              |
| NVIDIA CUDA Kompilator                     | Obsługiwana (w zależności od bazowego kompilatora hosta) |
| Pelles C                                   | Obsługiwana                                              |
| ARM DS-5                                   | Obsługiwana                                              |
| IAR C / C ++                               | Nieokreślone zachowanie                                  |
| Keil CC 5                                  | Obsługiwana                                              |
| Oracle Developer Studio C / C ++           | Obsługiwana(od wersji 12,5)                              |
| Portland Group C / C ++                    | Obsługiwana (od wersji 17,4)                             |
| TinyCC                                     | Obsługiwana (od kwietnia 2015 r.)                        |
| TASKING VX-toolset for TriCore: C compiler | Obsługiwana (od wersji 6.2r2)                            |